# Susannah Scaroni
Pour les articles homonymes, voir Scaroni.
Susannah Scaroni, née le 16 mai 1991 à Burns (Oregon), est une athlète handisport américaine concourant dans la catégorie T54 pour les athlètes en fauteuil roulant. Après deux médailles de bronze mondiale en 2018 (800 m et 5 000 m T54), elle remporte un titre olympique en 5 000 m T54 en 2021.

## Carrière
Scaroni termine 8e du marathon T54 des Jeux paralympiques d'été de 2012 puis 7e de celui des Jeux paralympiques d'été de 2016.
Aux championnats du monde 2019, elle remporte deux médailles de bronze : sur le 800 m T54 et le 5 000 m T54. La même année, elle termine 3e du marathon de New York.
En 2021, Susannah Scaroni gagne sa première médaille paralympique en gagnant le 5 000 m T54 lors des Jeux de Tokyo en établissant un nouveau record paralympique en 10 min 52 s 57. Elle devance la Suissesse Manuela Schär et sa compatriote Tatyana McFadden.

## Vie privée
Elle étudie la diététique à l'Université de l'Illinois à Urbana-Champaign.

## Palmarès
| Date | Compétition           | Lieu           | Place | Course   | Temps           |
| ---- | --------------------- | -------------- | ----- | -------- | --------------- |
| 2012 | Jeux paralympiques    | Londres        | 8e    | marathon | 1 h 58 min 37 s |
| 2016 | Jeux paralympiques    | Rio de Janeiro | 7e    | marathon | 1 h 38 min 47 s |
| 2019 | Championnats du monde | Dubaï          | 3e    | 800 m    | 1 min 49 s 21   |
| 2019 | Championnats du monde | Dubaï          | 3e    | 5 000 m  | 12 min 15 s 57  |
| 2021 | Jeux paralympiques    | Tokyo          | 1re   | 5 000 m  | 10 min 52 s 57  |
| 2021 | Jeux paralympiques    | Tokyo          | 3e    | 800 m    | 1 min 44 s 43   |